# Porrex II
Porrex II est un roi légendaire de l'île de Bretagne (actuelle Grande-Bretagne), dont l’« histoire » est rapportée par Geoffroy de Monmouth dans son Historia regum Britanniae (vers 1135).

## Contexte
Porrex (II)  est mentionné par Geoffrey de Monmouth comme le 2e des rois qui règnent entre  la mort de Katellus [Cadell ap Geraint] et l'accession au trône de Heli (Beli Mawr). Il succède à Coillus [Coel]
et il a comme successeur Cherin. Rien d'autre n'est dit sur son règne comme dans le Brut y Brenhinedd. mais la version 
Cleopatra fait de lui le fils de Coel et le père de Cherin.

## Sources
- Geoffroy de Monmouth Histoire des rois de Bretagne, traduit et commenté par Laurence Mathey-Maille, Édition Les belles lettres, coll. « La roue à livres », Paris, 2004,  (ISBN 2-251-33917-5)
- (en) Peter Bartrum, A Welsh classical dictionary: people in history and legend up to about A.D. 1000, Aberystwyth, National Library of Wales, 1993 (ISBN 9780907158738), p. 621 PORREX II. (Fictitious) (Second century B.C.)